# Поляни (Львівський район)
Поляни — село в Україні, у Жовківській міській громаді Львівського району Львівської області.

## Географія
Село Поляни розташоване на південному заході Жовкіського району Львівської області. На відстані 1 км від села проходить границя з Яворівським районом. Поляни входять до складу Мокротинської сільської ради. Географічні координати Полян (визначені для сільської каплиці) такі: 49º 59’ 15’’ пн. ш.; 23º 53’ 18’’ сх. д.
Від міста Жовкви поселення віддалене на 12 км, а від Львова — на 23. До села Мокротин 7 км. До найближчої залізничної станції, що знаходиться в селі Завадів, близько 9 км.
На захід від Полян розташоване село Майдан; на північ — Нова Скварява; на північний схід — Мокротин; на південний схід — Зарудці (Жовківського району) і на південь — Рокитне, що лежить вже в Яворівському районі. Площа території села становила майже 19 км². На даний час територія Полян входить до складу Мокротинської і Новоскварявської сільських рад Жовківського району.
Село повністю розташоване на височині Розточчя, що простягнулася від Львова до Рави-Руської і далі на терени Польщі. На його території знаходиться найвища точка Жовківського району. Тут, на південному заході Полян протяжністю понад 1 км, у єдиному місці Жовкіщини, проходить Головний європейський вододіл.
На півночі поселення починається р. Млинівка, яка протікаючи через Поляни, Рокитне і Бірки, між селами Зашків і Завадів впадає в р. Капелівка. Територія Полян є досить заліснена. Ліси займають понад 80 % площі села. Тут зосереджено чотири природоохоронні об'єкти, що становить третину від всього природнозаповідного фонду Жовківщини.

## Історія
Поляни (пол. Polany) — село, належало до Жовківського повіту, 12 км на пд.-зах. від Жовкви. На зах. лежить Майдан, на пн. Нова Скварява, на пн.-сх. Городиська (частина Мокротина), на пд.-сх. Зарудці (Львівський повіт), на пд. Рокитне (Городоцький повіт). Переважна частина села лежить в басейні Вісли за посередництвом Млинівки, притоки Полтви, яка утворюється з кількох струмків посередині території села і пливе на південь, де є кордоном між Рокитне і Зарудцями. Тут же, на північному-сході села, утворюються декілька струмків, які пливуть на схід і впадають до Свині, з яких найбільший це потік Росохи, пливе вздовж північного кордону села. Західна частина території лежить в басейні Дністра, за посередництвом маленького струмка, який починається на північному заході, на схилі «Чорної гори», і пливе на захід до Майдану, де з'єднується з Білим Потоком і під назвою Чорний Потік, впадає до Фійни. Сільська забудова лежить в південній частині, у долинах струмків, які утворюють Млинівку. Група будинків на сході села називаються Клопотинка (висота 365 м). Переважна частина території вкрита лісом. На схід лежить ліс «Полянський», з вершиною «Гострий горб» (377 м), на північ від сільської забудови ліс «Царів кут», на північний-захід ліс «Климове добре» (404 м). В 1880 році було 36 будинків, 255 жителі в гміні; 248 греко-католиків, 7 ізраелітів; 248 русинів, 7 німців. Парафія римо-католицька була в Жовкві. Парафія греко-католицька була в Мокротині. За часів Речі Посполитої належало село до королівської власності, до Мервицької держави. В люстрації з 1765 року (Дод. до Газ. Львів. 1869, № 13, стр. 54) можна прочитати: «Село староства глинянського, нова колонія в лісах, на ґрунтах вирубаних з лісу, посаджена 23 роки тому. Піддані панщини не роблять, тільки чинш дають. Церкви, корчми та млину не має. Населення цього села: підданих ґрунтових 13, халупник 1…».
Село розташоване посеред лісу та в 1944 році активно підтримувало УПА.
12 червня 2020 року, відповідно до розпорядження Кабінету Міністрів України № 718-р «Про визначення адміністративних центрів та затвердження територій територіальних громад Львівської області», село увійшло до складу Жовківської міської громади.
19 липня 2020 року, в результаті адміністративно-територіальної реформи та ліквідації Жовківського району, село увійшло до складу новоствореного Львівського району.

## Відомі люди

### Народились
- Гевак Андрій-«Шишка» (1923 – 21.12.1945, с. Дубровиці Яворівського р-ну Львівської обл.). Освіта — 4 класи народної школи. Кулеметник сотні УПА «Холодноярці ІІ» (?-12.1945). Загинув у бою з облавниками. Будучи тяжко поранений застрелився, щоб не потрапити живим в руки ворога. Старший стрілець (?), старший вістун (з датою смерті); відзначений Бронзовим хрестом бойової заслуги (5.09.1946)[4].

### Померли
- Маговський Олександр –  хорунжий УПА, командир ТВ-13 «Розточчя» та куреня «Холодноярці».

## Сучасність
Протягом останніх 10 років село не має жодного жителя, але з обліку не зняте. На літо приїжджають мешкати декілька родин.

## Пам'ятки природи
- Климова дебра — ландшафтний заказник місцевого значення.